# Gloster F.9/37
Глоустер F.9/37 (англ. Gloster F.9/37) — проєкт британського важкого винищувача авіакомпанії Gloster Aircraft Company запланований перед Другою світовою війною. Не зважаючи на гарні характеристики від виробництва відмовились на користь Bristol Beaufighter.

## Історія
Компанія Gloster пробувала взяти участь в конкурсі на виготовлення важкого винищувача за специфікацією F.34/35, але ще до початку конкурсу міністерство авіації відкликало її. Було вирішено що необхідні функції зможе виконувати одномоторний Boulton Paul Defiant. Але певні напрацювання залишились, тому коли в 1937 році з'явилась нова специфікація F.9/37 на важкий винищувач, інженер компанії Джордж Картер вже мав майже готовий дизайн. Також між специфікаціями не було суттєвих якісних змін, окрім відмови від верхньої турелі. Тому більше уваги можна було приділити спрощенню виробництва: винищувач F.9/37 мав збірну структуру, зокрема хвіст і ніс були відокремлювальні і фюзеляж теж ділився на дві частини, що дозволяло частину виробництва перекласти на неспеціалізовані фабрики.
Міністерство замовило виготовлення двох прототипів і роботи почались в лютому 1938 року. Перший прототип піднявся в повітря 3 квітня 1949 року з двигунами Bristol Taurus T-S(a) (1050 к.с.). Випробування пройшли успішно, літак показав максимальну швидкість 579 км/год, що значно перевищувало швидкості інших важких винищувачів того часу. Також пілоти хвалили керованість літака, окрім невеликої проблеми з стабільність при підйомі з відкрим охолодженням двигуна.
В липні під час випробувань прототип зазнав аварії, але був відремонтований і в квітні 1940 повернувся до випробувань, цього разу з менш потужним двигуном Bristol Taurus T-S(a)-III. Але навіть з цим двигуном він міг досягати швидкості 534 км/год. Другий прототип оснащувався двигунами Rolls-Royce Peregrine I потужністю всього 800 к.с. і міг розвивати швидкість 530 км/год. Не зважаючи на надзвичайно хороші характеристики, жоден з варіантів в серійне виробництво не було запущено.

## Тактико-технічні характеристики
Дані з Concise Guide to British Aircraft of World War II

### Технічні характеристики
- Екіпаж: 1 особа
- Довжина: 11,29 м
- Висота: 3,53 м
- Розмах крила: 15,25 м
- Площа крила: 35,86 м ²
- Маса порожнього: 4004 кг
- Максимальна злітна маса: 5268 кг
- Двигун: 2 × Bristol Taurus T-S(a)
- Потужність: 1050 к. с. (783 кВт.)

### Льотні характеристики
- Максимальна швидкість: 579 км/год на 4570 м.
- Практична стеля: 9145 м

### Озброєння
- 4 × 7,7-мм курсових кулеметів в фюзеляжі
- 2 × 20-мм гармати в носі літака